# Libia Grueso
Líbia Grueso (Buenaventura, 4 de juny de 1965) és una treballadora social, activista dels drets humans colombiana, treballadora pels drets civils de les comunitats afrocolombianas. És una de les persones més rellevants al capdavant de l'anomenat moviment ecologista negre llatinoamericà, un dels moviments més importants dels últims anys en defensa dels drets humans, culturals i ambientals.

## Formació
Colombiana afrodescendent, es graduà en Treball Social per la Universidad del Valle, a Cali (Colòmbia), i és especialista en Educació Ambiental per la Universidad Santiago de Cali (Usaca) i en Estudis Polítics per la Universidad Javeriana amb seu a Bogotá.

## Activitat
A començaments dels anys 90 fou cofundadora de Proceso de Comunidades Negras (PCN), que es va crear a fi de promoure el reconeixement oficial dels drets de la població afrodescendent. També en aquells anys obtingué drets territorials per a les comunitats negres rurals de Colòmbia sobre 2.4 milions d'hectàrees. Va ser una de les promotores de la Ley 70 de 1993, que va portar el reconeixement oficial de les comunitats negres com una ètnia amb drets culturals i territorials consolidats. Ha estat Consellera per Colòmbia a Found Grenngrants, que dona suport a iniciatives locals de conservació a tot el món. I al 2005 fou Secretària de Cultura i Turisme a la Governació del Valle del Cauca. Més recentment s'ha centrat en la protecció de la regió selvàtica del Pacífic colombià,, la más pobra del país, que ha despertat l'interès especulatiu de promotors estrangers i s'ha d'enfrontar amb la creixent amenaça del conflicte armat, la degradació ecològica, i el desplaçament massiu i reemplaçament de pobladors afrocolombians.
Al 2017 Grueso s'incorporà com a assessora per al tema ètnic a l'ONU (Drets Humans), des d'on dona suport a l'activisme com a mecanisme vàlid per a l'exigència de drets i impulsa el protocol de la Consulta Prèvia.

## Algunes publicacions
- libia Grueso, Arturo Escobar, carlos Rosero. 2002. Diferencia, nación y modernidades alternativas. Gaceta. 48: 50-80

- libia Grueso, Arturo Escobar, carlos Rosero. 2008. “The Process of Black Community Organizing in the Southern Pacific Coast of Colombia”. En Cultures of Politics/Politics of Culture. Revisioning Latin American Social Movements, Westview Press, Boulder
- (juntament amb altres autors) Antropología y desarrollo. Discurso, prácticas y actores. 2012. Editorial Catarata, Colección Desarrollo y Cooperación, núm. 406

## Reconeixements
L'any 2004 la seva tasca de recerca i assessoria en el camp mediambiental a Colòmbia ha estat reconeguda amb el Premi Mediambiental Goldman a Sudamérica, considerat el Premio Nobel Ambiental.